# Delphyre pieroides
Delphyre pieroides là một loài bướm đêm thuộc phân họ Arctiinae, họ Erebidae.